# A Ferencvárosi TC 1926–1927-es szezonja
A Ferencvárosi TC 1926–1927-es szezonja szócikk a Ferencvárosi TC első számú férfi labdarúgócsapatának egy szezonjáról szól, mely összességében és sorozatban is a 24. idénye volt a csapatnak a magyar első osztályban. A klub fennállásának ekkor volt a 28. évfordulója.

## Mérkőzések
| Színmagyarázat | Színmagyarázat |
| -------------- | -------------- |
|                | Győzelem.      |
|                | Döntetlen.     |
|                | Vereség.       |

### PLASZ I. osztály 1926–27

#### Őszi fordulók
| 1. forduló 1926. augusztus 29. |

| Budai 33 | 2 – 6               | Ferencváros                |
| -------- | ------------------- | -------------------------- |
|          | (2 – 1) Jegyzőkönyv | Kohut Steczovits Schossler |

| Hungária körút, Budapest Nézőszám: 25 000 Játékvezető: Zsarnóczay János (magyar) |

| 2. forduló 1926. szeptember 5. |

| Ferencváros                | 3 – 3               | Nemzeti FC |
| -------------------------- | ------------------- | ---------- |
| Steczovits Kohut Schlosser | (0 – 1) Jegyzőkönyv |            |

| Üllői út, Budapest Nézőszám: 12 000 Játékvezető: Orova (magyar) |

| 3. forduló 1926. szeptember 25. |

| Ferencváros                           | 5 – 0       | III. Kerületi TVAC |
| ------------------------------------- | ----------- | ------------------ |
| Schlosser Horváth II Bukovi Grossmann | Jegyzőkönyv |                    |

| Üllői út, Budapest |

| 4. forduló 1926. október 3. |

| Újpest | 0 – 0               | Ferencváros |
| ------ | ------------------- | ----------- |
|        | (0 – 0) Jegyzőkönyv |             |

| Megyeri út, Újpest |

| 5. forduló 1926. október 10. |

| Ferencváros | 2 – 2               | Hungária |
| ----------- | ------------------- | -------- |
| Obitz Kohut | (0 – 0) Jegyzőkönyv |          |

| Üllői út, Budapest |

| 6. forduló 1926. október 17. |

| Bástya FC | 3 – 1       | Ferencváros |
| --------- | ----------- | ----------- |
|           | Jegyzőkönyv | Pataki      |

| Szeged |

| 7. forduló 1926. november 7. |

| Vasas | 0 – 2       | Ferencváros   |
| ----- | ----------- | ------------- |
|       | Jegyzőkönyv | Pataki Bukovi |

| Hungária körút, Budapest |

| 8. forduló 1926. november 21. |

| Ferencváros | 1 – 0               | Kispest |
| ----------- | ------------------- | ------- |
| Kohut       | (0 – 0) Jegyzőkönyv |         |

| Üllői út, Budapest |

| 9. forduló 1926. november 28. |

| Ferencváros | 2 – 0       | Sabária SC |
| ----------- | ----------- | ---------- |
| Kohut Rázsó | Jegyzőkönyv |            |

| Üllői út, Budapest |

#### Tavaszi fordulók
| 10. forduló 1927. február 27. |

| Nemzeti FC | 2 – 3               | Ferencváros |
| ---------- | ------------------- | ----------- |
|            | (1 – 2) Jegyzőkönyv | Dán Rázsó   |

| Üllői út, Budapest Játékvezető: Iváncsics Mihály (magyar) |

| 11. forduló 1927. március 6. |

| Kispest | 2 – 6       | Ferencváros                |
| ------- | ----------- | -------------------------- |
|         | Jegyzőkönyv | Dán Pataki Kohut Schlosser |

| Üllői út, Budapest |

| 12. forduló 1927. március 13. |

| III. Kerületi TVAC | 0 – 5       | Ferencváros   |
| ------------------ | ----------- | ------------- |
|                    | Jegyzőkönyv | Dán Schlosser |

| Üllői út, Budapest |

| 13. forduló 1927. március 20. |

| Ferencváros | 2 – 1               | Újpest |
| ----------- | ------------------- | ------ |
| Dán         | (1 – 1) Jegyzőkönyv |        |

| Üllői út, Budapest |

| 14. forduló 1927. április 3. |

| Ferencváros         | 3 – 0       | Budai 33 |
| ------------------- | ----------- | -------- |
| Schlosser Dán Kohut | Jegyzőkönyv |          |

| Üllői út, Budapest |

| 15. forduló 1927. május 1. |

| Ferencváros | 3 – 0       | Vasas |
| ----------- | ----------- | ----- |
| Dán Turay   | Jegyzőkönyv |       |

| Üllői út, Budapest |

| 16. forduló 1927. május 8. |

| Hungária | 1 – 4       | Ferencváros        |
| -------- | ----------- | ------------------ |
|          | Jegyzőkönyv | Kohut Rázsó Pataki |

| Hungária körút, Budapest |

| 17. forduló 1927. május 18. |

| Sabária SC | 2 – 3       | Ferencváros         |
| ---------- | ----------- | ------------------- |
|            | Jegyzőkönyv | Schlosser Turay Dán |

| Szombathely |

| 18. forduló 1927. május 29. |

| Ferencváros | 0 – 0               | Bástya FC |
| ----------- | ------------------- | --------- |
|             | (0 – 0) Jegyzőkönyv |           |

| Üllői út, Budapest |

#### A végeredmény
| #  | Csapat             | J  | Gy | D | V  | Rg | Kg | Gk  | P  | Megjegyzés                 |  |
| -- | ------------------ | -- | -- | - | -- | -- | -- | --- | -- | -------------------------- |  |
| 1  | Ferencváros FC     | 18 | 13 | 4 | 1  | 51 | 18 | +33 | 30 | Bajnok                     |  |
| 2  | Újpest FC          | 18 | 10 | 3 | 5  | 33 | 20 | +13 | 23 | 1927-es közép-európai kupa |  |
| 3  | Hungária FC        | 18 | 8  | 3 | 7  | 30 | 24 | +6  | 19 | 1927-es közép-európai kupa |  |
| 4  | Sabaria FC         | 18 | 8  | 3 | 7  | 30 | 33 | -3  | 19 |                            |  |
| 5  | III. Kerületi TVAC | 18 | 8  | 2 | 8  | 35 | 39 | -4  | 18 |                            |  |
| 6  | Vasas FC           | 18 | 7  | 4 | 7  | 27 | 32 | -5  | 18 |                            |  |
| 7  | Bástya FC          | 18 | 6  | 4 | 8  | 26 | 27 | -1  | 16 |                            |  |
| 8  | Nemzeti FC         | 18 | 5  | 4 | 9  | 34 | 38 | -4  | 14 |                            |  |
| 9  | Kispest FC         | 18 | 3  | 7 | 8  | 24 | 37 | -13 | 13 |                            |  |
| 10 | Budai 33 FC        | 18 | 3  | 4 | 11 | 25 | 47 | -22 | 10 |                            |  |

#### Eredmények összesítése
Az alábbi táblázatban összesítve szerepelnek a Ferencvárosi TC 1926/27-es bajnokságban elért eredményei.
| Ősz/tavasz (forduló)    | Otthon | Otthon | Otthon | Otthon | Otthon | Otthon | Otthon | Idegenben | Idegenben | Idegenben | Idegenben | Idegenben | Idegenben | Idegenben |
| Ősz/tavasz (forduló)    | M      | GY     | D      | V      | LG–KG  | GK     | P      | M         | GY        | D         | V         | LG–KG     | GK        | P         |
| ----------------------- | ------ | ------ | ------ | ------ | ------ | ------ | ------ | --------- | --------- | --------- | --------- | --------- | --------- | --------- |
| Őszi szezon (1–9.)      | 5      | 3      | 2      | 0      | 13–5   | +8     | 8      | 4         | 2         | 1         | 1         | 9–5       | +4        | 5         |
| Tavaszi szezon (10–18.) | 4      | 3      | 1      | 0      | 8–1    | +7     | 7      | 5         | 5         | 0         | 0         | 21–7      | +14       | 10        |
| Összesen (1–18.)        | 9      | 6      | 3      | 0      | 21–6   | +15    | 15     | 9         | 7         | 1         | 1         | 30–12     | +18       | 15        |

### Magyar kupa 1926–27
| 1926. december 5. |

| Ferencváros    | 2 – 1       | Attila FC |
| -------------- | ----------- | --------- |
| Steczovits Dán | Jegyzőkönyv |           |

| Üllői út, Budapest |

| 1927. február 6. |

| Ferencváros      | 8 – 3       | BAK FC |
| ---------------- | ----------- | ------ |
| Kohut Dán Sándor | Jegyzőkönyv |        |

| Üllői út, Budapest |

| 1927. március 25. |

| Ferencváros      | 6 – 1       | Vasas |
| ---------------- | ----------- | ----- |
| Dán Kohut Pataki | Jegyzőkönyv |       |

| Üllői út, Budapest |

| 1927. május 26. |

| Budai 33 | 1 – 4       | Ferencváros             |
| -------- | ----------- | ----------------------- |
|          | Jegyzőkönyv | Schossler Sándor Bukovi |

| Hungária körút, Budapest |

Döntő
| 1927. június 16. |

| Ferencváros  | 3 – 0               | Újpest |
| ------------ | ------------------- | ------ |
| Turay Bukovi | (0 – 0) Jegyzőkönyv |        |

| Hungária körút, Budapest Nézőszám: 9 000 Játékvezető: Klug Frigyes (magyar) |

### Egyéb mérkőzések
| 1926. szeptember 8. |

| Újpest | 4 – 2       | Ferencváros |
| ------ | ----------- | ----------- |
|        | Jegyzőkönyv | Kohut       |

| Hungária körút, Budapest |

| 1926. szeptember 12. |

| Ferencváros       | 2 – 4       | Hungária |
| ----------------- | ----------- | -------- |
| Sándor Steczovits | Jegyzőkönyv |          |

| Üllői út, Budapest |

| 1926. október 9. |

| Ferencváros, Hungária, Újpest vegyes | 3 – 1               | Viktoria Žižkov |
| ------------------------------------ | ------------------- | --------------- |
| Reisner Stofián Senkey II            | (1 – 1) Jegyzőkönyv |                 |

| Hungária körút, Budapest |

| 1926. október 24. |

| Ferencváros  | 2 – 2       | Vienna FC |
| ------------ | ----------- | --------- |
| Pataki Kohut | Jegyzőkönyv |           |

| Üllői út, Budapest |

| 1926. október 31. |

| Ferencváros  | 3 – 2       | Temesvári Kinizsi |
| ------------ | ----------- | ----------------- |
| Pataki Kohut | Jegyzőkönyv |                   |

| Hungária körút, Budapest |

| 1926. november 1. |

| Ferencváros             | 4 – 1       | Rapid Wien |
| ----------------------- | ----------- | ---------- |
| Kohut Steczovits Száger | Jegyzőkönyv |            |

| Üllői út, Budapest |

| 1926. december 8. |

| Ferencváros | 3 – 1       | Brigittenauer AC |
| ----------- | ----------- | ---------------- |
| Kohut Dán   | Jegyzőkönyv |                  |

| Üllői út, Budapest |

| 1926. december 25. |

| Ferencváros    | 4 – 2       | Vasas |
| -------------- | ----------- | ----- |
| Dán Sándor ög' | Jegyzőkönyv |       |

| Üllői út, Budapest |

| 1926. december 26. |

| Ferencváros | 2 – 1       | Slavia Praha |
| ----------- | ----------- | ------------ |
| Steczovits  | Jegyzőkönyv |              |

| Üllői út, Budapest |

| 1927. január 2. |

| Ferencváros | 2 – 1       | Nemzeti FC |
| ----------- | ----------- | ---------- |
| Dán         | Jegyzőkönyv |            |

| Üllői út, Budapest |

| 1927. január 9. |

| Ferencváros   | 3 – 2               | Újpest |
| ------------- | ------------------- | ------ |
| Rázsó Furmann | (2 – 1) Jegyzőkönyv |        |

| Üllői út, Budapest |

| 1927. február 20. |

| Ferencváros | 1 – 0       | Vienna FC |
| ----------- | ----------- | --------- |
| Kohut       | Jegyzőkönyv |           |

| Hungária körút, Budapest |

| 1927. március 27. |

| Ferencváros      | 3 – 1               | DFC Prag |
| ---------------- | ------------------- | -------- |
| Schlosser Sándor | (2 – 0) Jegyzőkönyv |          |

| Üllői út, Budapest |

| 1927. április 14. |

| Újpest | 3 – 4       | Ferencváros     |
| ------ | ----------- | --------------- |
|        | Jegyzőkönyv | Kohut Rázsó Dán |

| Hungária körút, Budapest |

| 1927. április 17. |

| Ferencváros     | 3 – 1       | Sparta Praha |
| --------------- | ----------- | ------------ |
| Kohut Turay Dán | Jegyzőkönyv |              |

| Üllői út, Budapest |

| 1927. április 18. |

| Hungária | 0 – 2               | Ferencváros |
| -------- | ------------------- | ----------- |
|          | (0 – 1) Jegyzőkönyv | Dán Turay   |

| Hungária körút, Budapest |

| 1927. május 22. |

| Slavia Praha | 2 – 1       | Ferencváros |
| ------------ | ----------- | ----------- |
|              | Jegyzőkönyv | Turay       |

| Prága |

| 1927. június 2. |

| Ferencváros | 0 – 3       | Újpest |
| ----------- | ----------- | ------ |
|             | Jegyzőkönyv |        |

| Üllői út, Budapest |

| 1927. június 5. |

| Sabária SC | 1 – 2       | Ferencváros     |
| ---------- | ----------- | --------------- |
|            | Jegyzőkönyv | Schlosser Kohut |

| Hungária körút, Budapest |

| 1927. június 6. |

| Ferencváros | 1 – 3               | Hungária |
| ----------- | ------------------- | -------- |
| Dán         | (1 – 3) Jegyzőkönyv |          |

| Üllői út, Budapest |

| 1927. június 26. |

| Rapid Wien | 2 – 3       | Ferencváros |
| ---------- | ----------- | ----------- |
|            | Jegyzőkönyv | Kohut Rázsó |

| Bécs |

- A bíró 3 – 3-nak hirdette ki az eredményt.

| 1927. június 28. |

| Pozsonyi kombinált | 1 – 8       | Ferencváros                           |
| ------------------ | ----------- | ------------------------------------- |
|                    | Jegyzőkönyv | Turay Kohut Schlosser Koszta Fröhlich |

| Pozsony |

| 1927. július 3. |

| Temesvári Kinizsi | 1 – 2       | Ferencváros |
| ----------------- | ----------- | ----------- |
|                   | Jegyzőkönyv | Turay Dán   |

| Temesvár |

| 1927. július 5. |

| Aradi MTE, Gloria vegyes | 1 – 4       | Ferencváros              |
| ------------------------ | ----------- | ------------------------ |
|                          | Jegyzőkönyv | Schlosser Kohut Fröhlich |

| Arad |

| 1927. július 8. |

| AC Jiul | 3 – 9       | Ferencváros               |
| ------- | ----------- | ------------------------- |
|         | Jegyzőkönyv | Dán Turay Kohut Schlosser |

| Lupény |

| 1927. július 10. |

| CAMP | 1 – 8       | Ferencváros              |
| ---- | ----------- | ------------------------ |
|      | Jegyzőkönyv | Fröhlich Dán Turay Kohut |

| Petrozsény |

| 1927. július 13. |

| Minerul | 1 – 7       | Ferencváros          |
| ------- | ----------- | -------------------- |
|         | Jegyzőkönyv | Kohut Fröhlich Rázsó |

| Vulkán |

| 1927. július 17. |

| Bukaresti Amatőr | 0 – 3       | Ferencváros            |
| ---------------- | ----------- | ---------------------- |
|                  | Jegyzőkönyv | Koszta Kohut Schlosser |

| Bukarest |

| 1927. július 18. |

| Juventus București | 0 – 5       | Ferencváros |
| ------------------ | ----------- | ----------- |
|                    | Jegyzőkönyv | Kohut Dán   |

| Bukarest |

## Külső hivatkozások
- A csapat hivatalos honlapja (magyarul)
- Az 1926–1927-es szezon menetrendje a tempofradi.hu-n (magyarul)